# Ultra Music Festival
Pour les articles homonymes, voir Ultra.
L'Ultra Music Festival (également connu sous l'acronyme UMF, souvent simplement dit « Ultra ») est un festival américain de musique électronique annuel de plein air organisé chaque mois de mars à Miami, en Floride par Ultra Worldwide. Le nom du festival, qui est fondé en 1999 par Russell Faibisch et Alex Omes, s'inspire de l'album Ultra du groupe Depeche Mode. La date de l'Ultra Music Festival coïncide avec celle de la Winter Music Conference, également organisée à Miami. Il est considéré comme l'un des plus gros événements musicaux électroniques du monde avec le Tomorrowland, l'Amsterdam Music Festival, l'Electric Daisy Carnival et le Coachella.
L'Ultra se déroule dans le Downtown Miami au Bayfront Park. Il s'agit d'un festival d'un jour entre 1999 et 2006, d'un festival de deux jours entre 2007 et 2010, puis d'un festival de trois jours entre 2011 et 2012. En 2012, les concerts attirent un total record de 155 000 festivaliers. En 2013, pour la première fois dans l'histoire du festival, l'UMF se déroule pendant deux week-ends consécutifs. En 2014, le festival est de nouveau organisé en un week-end, du vendredi 28 mars au dimanche 30 mars.
Phénomène devenu mondial, le festival devient une marque et s'exporte. Le nom et le concept se délocalisent et prennent racine à 2015, dans neuf villes du monde puis 26 évènements dans 17 pays pour l'année suivante pour un total de un million de participants. Fin 2017, le nombre d'évènements chapeautés par l'entreprise Ultra Worldwide sous marque « Ultra », mais également « Road To Ultra » et « Resistance », totalise 45 dates sur plus d'une vingtaine de pays, dont une douzaine sous la seule marque « Ultra ». Depuis 2018 et l'arrivée de l'Ultra en Australie, la marque est désormais implantée sur les 5 continents.
Bien qu'ils partagent le même nom, l'UMF n'est pas directement lié à Ultra Records, un label discographique de musique électronique. Cependant, les deux entités annoncent une « alliance globale » en août 2012, leur permettant ainsi de collaborer.

## Histoire

### The Beach
L'Ultra Music Festival est fondé et produit en 1999 par Russell Faibisch et Alex Omes. Faibisch, qui assistera à la tournée Devotional de Depeche Mode à la Miami Arena en 1993, nomme le festival en hommage à l'album du groupe Ultra, publié en 1997. Le premier festival est organisé pour une journée le 13 mars 1999, coïncidant à la date de la fin de la Winter Music Conference. Les artistes participant à la première édition de 1999 sont Paul van Dyk, Rabbit in the Moon, Josh Wink et DJ Baby Anne. Le premier Ultra Music Festival, organisé au Collins Park de South Beach, quartier de Miami Beach, ramène plus 10 000 personnes. Cependant, Faibisch et Omes s'aperçoivent d'une perte financière allant de 10 000 à 20 000 dollars US selon les calculs, durant cette première année d'organisation.
En mars 2000, le festival revient au Collins Park de South Beach et est organisé en partenariat avec Coolworld Entertainment ; le festival rencontre encore plus de succès et il est annoncé qu'il reviendra pour une troisième édition l'année suivante.

### Croissance

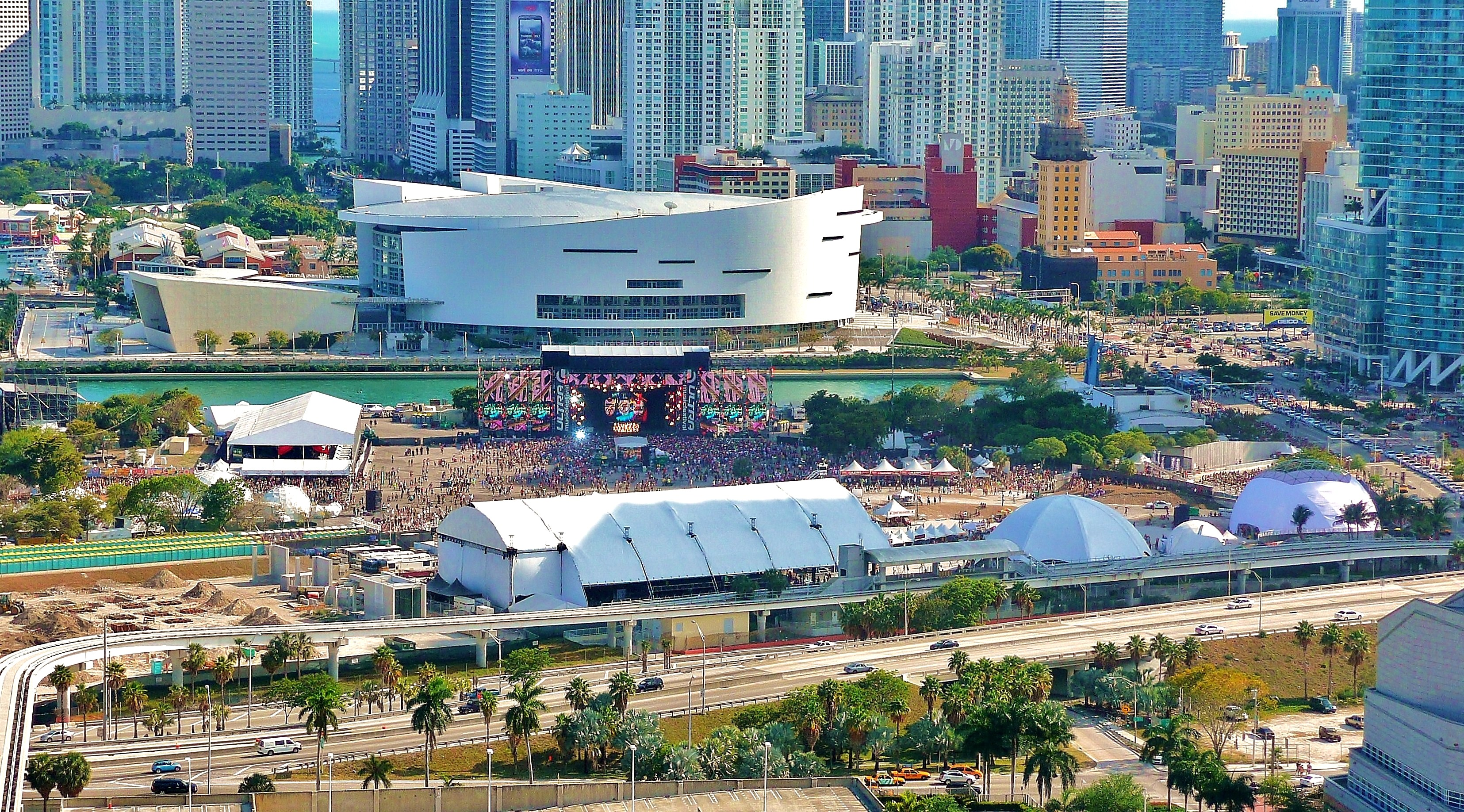
L'Ultra Music Festival au Bicentennial Park, depuis le Grand Doubletree, 26 mars 2011.

À cause d'une croissance significative du nombre d'adhérents au festival entre 1999 et 2000, les organisateurs décident de se délocaliser au Bayfront Park dans le Downtown Miami pour la troisième édition. L'UMF continue d'amener les plus grands noms de la scène de la musique électronique de Miami comme Robin Fox, Tiësto, EC Twins, Paul van Dyk, Paul Oakenfold, Sander Kleinenberg, Photek, Josh Wink, P.A.W.N. LASERS, DJ Craze, et Rabbit in the Moon entre 2001 et 2005. Avec un nombre record de personnes ayant assistées à l'UMF en 2005, le festival est de nouveau délocalisé, cette fois au Bicentennial Park, en 2006. En 2007, avec la Winter Music Conference en plein boum, l'Ultra Music Festival se déroule en deux journées au Bicentennial Park et compte un record de plus de 50 000 participants. L'Ultra Music Festival célèbre sa dixième année d'existence les 28 et 29 mars 2008.
Avec une estimation de plus de 70 000 participants, le festival bat le record du nombre de tickets vendu pour un seul événement dans toute la ville de Miami. La onzième édition de l'UMF se déroule le 27 et 28 mars 2009 ; la programmation comprend des groupes pas seulement étiquetés « musique électronique » comme The Black Eyed Peas, The Prodigy, The Ting Tings, Santigold, Crystal Castles, The Whip, et Perry Farrell[source secondaire souhaitée]. La douzième édition de l'UMF se déroule les 27 et 28 mars 2010. Chaque stage s'accompagne d'arts visuels fournis par VJs Vello Virkhaus, Psyberpixie, et Cozer[source secondaire souhaitée].

### 2012
L'Ultra Music Festival 2012 se déroule du 23 au 25 mars. Avec la construction du Miami Art Museum et du Miami Science Museum au Bicentennial Park, l'événement est une nouvelle fois organisé au Bayfront Park pour la première fois depuis 2005. Les tickets en pré-vente pour l'Ultra Music Festival 2012 se vendent en 20 minutes (en quelques secondes selon la page Facebook de l'Ultra Music Festival). Ces tickets passent ensuite de 149 $ à 229 $. Madonna participe au festival une journée après la publication internationale de son album MDNA.

### 2013

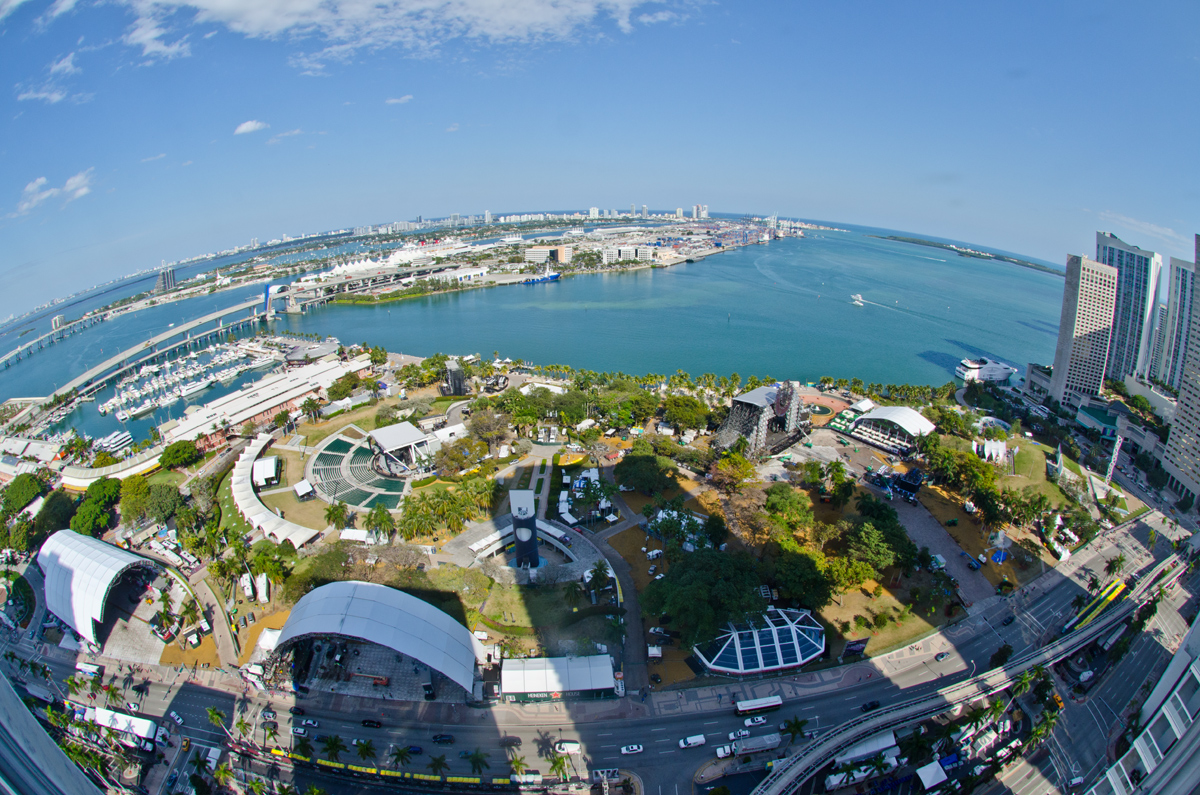
Vue panoramique du Bayfront Park à Miami, Floride pendant l'Ultra Music Festival de 2013.

L'édition 2013 du festival est organisée pour deux weekends, du 15 au 17 mars, et du 22 au 24 mars, afin de célébrer ses quinze années d'existence. Ces deux weekends coïncident avec le début et la fin du « Miami Music Week » et de la « Winter Music Conference ». En janvier, les participants David Guetta, deadmau5, et Tiësto sont annoncés pour les deux weekends, aux côtés de la Swedish House Mafia, qui apparaissent au deuxième weekend du festival pour achever leur tournée One Last Tour,. Pretty Lights participera également au festival accompagné de DJ Futtize.
Le 7 janvier 2013, les organisateurs demandent le bouclage du périmètre pour le festival. Le commissaire Marc Sarnoff refuse la demande pour le second weekend expliquant que cela « nuirait fortement aux marchés locaux et aux habitants à cause des nuisances sonores et comportementaux,. » Le conseil de la ville vote en faveur du festival pour le second weekend du 10 janvier 2013, mais demande 500 000 $ pour les services policiers et des pompiers.

### 2014
Pour 2014, le festival revient à son organisation d'un weekend, du 28 au 30 mars. La première partie du lineup est révélée en décembre 2013, confirmant la participation d'Armin van Buuren, Afrojack, Carl Cox, David Guetta, Hardwell, Fedde Le Grand, Krewella, Martin Garrix, New World Punx (Markus Schulz and Ferry Corsten), Nicky Romero, Tiësto, et Zedd. Pour des raisons de santé, Avicii part se faire opérer en Suède, et est remplacé par deadmau5 le samedi.
L'édition fait participer Eric Prydz, le nouveau groupe Jack Ü de Diplo et Skrillex ; le set d'Above and Beyond est interrompu par la pluie et deadmau5 « trollait » le public en mixant Animals de Martin Garrix à la chanson pour enfant Old McDonald Had a Farm,.

### 2015
Bien qu'incertains de l'organisation du festival à Miami après un incident, les organisateurs annoncent l'édition 2015 pour les 27 au 29 mars,. L'édition américaine de mars 2015 est suivie par plus de douze millions de personnes sur Twitch, représentant 192 nationalités différentes,.
Le 12 janvier 2015, le cofondateur d'Ultra Alex Omes, qui quitte l'organisation en 2010, est retrouvé mort à l'âge de 43 ans. Les causes de sa mort n'ont pas été révélées. L'édition 2015 est conclu par le producteur de dubstep Skrillex, rejoint plus tard par Diplo. Le dernier segment du set fait participer les chanteurs CL (Dirty Vibe, MTBD), Kiesza (Take Ü There), Sean Combs (qui se joint à CL pour It's All About the Benjamins), et Justin Bieber pour leur nouveau single Where Are Ü Now.

### 2016
L'édition 2016 de l'Ultra se déroule du 18 au 20 mars. La première partie des participants est annoncée en décembre 2015 ; entre autres, elle fait participer Rabbit in the Moon et Pendulum. La deuxième partie est annoncée le 17 février 2016, avec notamment Afrojack, Armin van Buuren, Avicii, Carl Cox, Dash Berlin, David Guetta, deadmau5 qui réalise trois sets, Hardwell accompagné temporairement par Craig David, Kaskade, Martin Garrix, DJ Snake, Steve Angello, Tiësto, Carnage ou encore Zedd. Knife Party et Pendulum concluent le festival le dernier jour.
En 2016, l'Ultra reste l'un des rares festivals majeurs encore indépendants alors que depuis plusieurs années les rachats sont multiples dans le domaine de l'EDM par Live Nation Entertainment et surtout alors SFX Entertainment. Cette édition, la dix-huitième, voit la participation de 165 000 festivaliers. En parallèle, la marque « Ultra » développe « Résistance », un concept de festivals plus underground ayant lieu pour les premières fois en Amérique du Sud.

### 2017
Immédiatement après avoir terminé l'édition 2016, l'édition 2017 est annoncée pour les 24–26 mars. Les tickets sont mis officiellement en vente le 4 octobre 2016. Les ventes se terminent le 24 janvier 2017.
La première liste de participants est annoncée le 17 novembre 2016, révélant les artistes et groupes Ice Cube, Justice, Major Lazer, The Prodigy, Underworld, et en têtes d'affiche Above and Beyond, Afrojack, Armin van Buuren, Axwell Λ Ingrosso, Carl Cox, Dash Berlin, David Guetta, DJ Snake, Dubfire, Hardwell, Jamie Jones, Joseph Capriati, Maceo Plex, Marco Carola, Martin Garrix, Sasha & John Digweed, Steve Aoki, Tale of Us, et Tiesto.
Par la suite, la première liste d'artistes et groupes pour Resistance est annoncée le 3 décembre 2017. Ils incluent Black Coffee, Chris Liebing, Eats Everything, Kolsch, The Martinez Brothers, et Technasia. Resistance prendra aussi place au MegaStructure (anciennement Carl Cox and Friends) et l'Arcadia Spectacular 'Spider' Carl Cox est aussi révélé comme ambassadeur de Resistance,.
La deuxième liste de participants est révélée le 9 février 2017 et fait notamment participer Adventure Club, Alan Walker, Barclay Crenshaw, Cedric Gervais, Don Diablo, Ferry Corsten presents Gouryella, Jai Wolf, Laidback Luke, Rezz, Sam Feldt, Showtek, Slushii, Sunnery James & Ryan Marciano, Tchami, et Vini Vici. Phase 3 est révélée le 9 mars 2017 ; Armin Van Buuren, The Chainsmokers, et Martin Garrix sont respectivement programmés pour la fermeture du Main Stage.

### 2018
La première liste des participants à l'édition 2018 (organisée les 23–25 mars, spécialement pour les 20 ans du festival) est révélée le 18 décembre 2017, et fait notamment participer Afrojack, Axwell Λ Ingrosso, Azealia Banks, The Chainsmokers, David Guetta, DJ Snake, Empire of the Sun, Hardwell, et Steve Aoki. Elle est suivie par la liste des participants pour Resistance le 28 janvier 2018, qui inclut Adam Beyer, Carl Cox, Dubfire, Nicole Moudaber, as well as Jackmaster, Eats Everything, Seth Troxler et J.E.S.u.S.
Le 25 février 2018, la deuxième est révélée et comprend Benny Benassi, Cedric Gervais, DubVision, Fischerspooner, Jauz, Modestep, et Oliver Heldens. La liste intégrale est révélée en mars, avec Dash Berlin, G-Eazy, et KSHMR.p
Un DJ surprise va terminer la soirée du dimanche. Il s’agit de la Swedish House Mafia qui se réunit pour clore le festival afin de célébrer les 20 ans du festival. Ce même trio avait clos la 15e édition du festival en 2013, mettant aussi fin au groupe. Ce moment est marquant puisqu’il s’agit d’une réunion très majeure pour le monde de l’EDM.

### 2019
Au cours de l'année 2018, la ville de Miami a décidé de rompre la concession de l'emplacement du festival, sur son site historique de Bayfront Park à la suite des nuisances générées par le festival. Après de nombreuses négociations, le festival put s'implanter sur Virginia Key, espace naturel à l'est de la ville.
Se déroulant dans un tout nouveau lieu du 29 au 31 mars, le festival convia cette année-là des têtes d'affiche comme Adam Beyer, Afrojack, Alesso, Armin Van Buuren, Carlcox, The Chainsmokers, David Guetta, Deadmau5, Dogblood, Eric Prydz (annulé), Illenium, Marshmello, Martin Garrix, Odesza, Rezz, Tiësto et Zedd.
Cette édition connut divers légers incidents, comme des embouteillages le premier soir à la sortie du festival, du fait qu'il n'y ait qu'une unique route pour rejoindre Miami, ou encore une interdiction de tirer des feux d'artifice les deux derniers soirs afin d'éviter tout risque d'incendie.
Deux mois après la fin du festival, l'organisation, ne s'étant pas satisfaite des conditions dans lesquelles l'événement s'était déroulé, ont choisi de ne pas renouveler le contrat pour l'année suivante.

### 2020-2021
Pour la première fois de son histoire, le festival est annulé deux années consécutives, en raison de la pandémie de Covid-19.

### 2022
Après deux années d'interruption, l'UMF est de retour à Miami, au Bayfront Park.

## Nombres d'admission
| Année       | Participants   | Lieux                                       |
| ----------- | -------------- | ------------------------------------------- |
| 1999 - 2000 | Nombre inconnu | South Beach, Miami Beach                    |
| 2001 - 2004 | Nombre inconnu | Bayfront Park, Downtown Miami               |
| 2005        | 45 000         | Bayfront Park, Downtown Miami               |
| 2006        | 30 385         | Museum Park, Downtown Miami,                |
| 2007        | 50 000         | Museum Park, Downtown Miami,                |
| 2008        | 70 000         | Museum Park, Downtown Miami,                |
| 2009        | 100 000        | Museum Park, Downtown Miami,                |
| 2010        | 100 000        | Museum Park, Downtown Miami,                |
| 2011        | 150 000        | Museum Park, Downtown Miami,                |
| 2012        | 165 000        | Bayfront Park, Downtown Miami,              |
| 2013        | 330 000        | Bayfront Park, Downtown Miami,              |
| 2014        | 165 000        | Bayfront Park, Downtown Miami,              |
| 2015        | 165 000        | Bayfront Park, Downtown Miami,              |
| 2016        | 165 000        | Bayfront Park, Downtown Miami,              |
| 2017        | 165 000        | Bayfront Park, Downtown Miami,              |
| 2018        | 165 000        | Bayfront Park, Downtown Miami,              |
| 2019        | 170 000        | Virginia Key, Miami                         |
| 2020        | N/A            | Annulé en raison de la pandémie de Covid-19 |
| 2021        | N/A            | Annulé en raison de la pandémie de Covid-19 |
| 2022        | 165 000        | Bayfront Park, Downtown Miami               |
| 2023        |                | Bayfront Park, Downtown Miami               |
| 2024        | 165 000        | Bayfront Park, Downtown Miami               |